# Abraham Serfaty
Abraham Serfaty (1926 - 18 de novembro de 2010) foi um proeminente dissidente, militante, político e ativista marroquino, que foi preso durante anos por Rei Hassan II de Marrocos, por suas ações políticas em favor da democracia. Ele pagou um alto preço por tais ações: quinze meses de vida subterrânea, 17 anos de prisão e oito anos de exílio.